# 堀北わん
堀北 わん（ほりきた わん、2000年1月4日 - ）は、日本のAV女優。Wish所属。

## 略歴・人物
2020年10月にデビューした小柄で貧乳のAV女優。
2021年10月1日、自身のTwitterにて同年9月末で引退した旨を発表。ところが、同年10月から2023年1月まで撮り下ろし作品の発売が続いた。引退前のストックなのか、復帰して撮影されたものであるかは不明。

## 作品

### アダルトDVD
- 「AV男優と一回エッチしてみたい!」 彼氏とのSEXが不満でマッチングアプリでセフレ探しする広瀬●●似のわんちゃん(仮) ドMで絶倫で底なし性欲のド変態シロウト! 男優3人とセックスを楽しみまくった生々しいハメ撮り全3本番をこっそりAV化（10月25日、kawaii*）※「わん」名義
- サッカー部の女子マネージャーやってる身長小さめ現役女子大生は脱いだら敏感貧乳Aカップ中出しAVデビュー!!（10月25日、本中）
- 痴漢師にパンストの中でかき回し手マンされ美脚を震わせながらイキ潮を吹かされた女子○生（11月26日、ナチュラルハイ）
- 「マジ天使!?」 骨折してオナニーできない僕のチ●コは我慢の限界!それを見かねた美人ナースは使命感に駆られたのか優しく手を添えてくれ… 9（11月27日、DOC）
- 彼女と勘違いして彼女の妹に即ズボ!? イった後に気づき僕が必死に謝るも、発情した妹は自ら腰を振って何度もイキまくり!! 6（12月4日、DOC）
- 痴漢を邪魔する正義感女子大生にイっても止めない追い打ちイカセ（12月10日、ナチュラルハイ）
- 「筆おろししてくれませんか?」 素人女子大生の自宅に童貞くんを投入! 悩める男子の愛おしい姿を前にパン染みができる程の膣キュン! 初挿入で暴走した童貞ピストンで膣奥までぐちゃぐちゃにかき回され、即絶頂から連続イキ! 中出しされても「たくさん出たね…照」と天使の微笑みで包み込んでくれるとか童貞卒業最高かよっスペシャル!（12月11日、赤面女子）※「みわ」名義
- 気になる女子社員を自宅に連れ込み成功! SEX隠し撮りからノリと勢いでハメ撮り性交!?（12月18日、DOC）
- 新しく出来た義妹と相部屋2段ベッド生活! しかもギャルでカワイイ!当然エロい! でも部屋は荒れるは友達と深夜まではしゃぐはで大迷惑!我慢できず注意するも、義妹の友達の年下ギャルたちに押し倒されておもちゃにされた挙句ヤラれまくっちゃいました。（12月19日、Hunter）
- 恥ずかしがり屋で超絶カワイイ義理の妹と付き合い始めてしまったボク…。 2 初めて親がいない一泊二日…エッチするチャンス!朝から晩までヤリまくり!とにかくイチャイチャイチャイチャしまくって義理の妹が飽きるほどエッチしまくっていたら段々と大胆になってきて最後は『中に出してお兄ちゃん』と言うほど、ド淫乱女に豹変!!（12月19日、Hunter）
- 呼べば速攻チ○ポをしゃぶりに来てくれる舐めマンフェラビッチ!（12月19日、エムズビデオグループ）
- 羞恥 ある日突然男女社員混合 強制OL健康診断 2020スペシャル 2枚組（12月24日、サディスティックヴィレッジ）

- 公開処刑（1月7日、Hunter）
- 新 田舎のお嬢様学校の女子○生をさらってレイプ、射精直前に「お前より可愛い娘を今すぐ電話で呼ばないと中出しするぞ」と脅して友達を連れてこさせてその娘もレイプ、そして結局全員にナマ中出し! 7 新作撮り下ろし4人+過去5タイトルの作品集44人!（1月8日、サディスティックヴィレッジ）
- ハメ撮り兄妹 〜歪み過ぎた性癖のBrother and Sister〜（1月13日、バルタン）
- 120%リアルガチ軟派伝説 vol.92 in 宇都宮&大宮（1月15日、プレステージ）
- 「先生はやくエッチしよ♡」 小悪魔すぎる誘惑で家庭教師とパコリまくる女子○生 ゴムも付けずにオール生パコ中出し14発（1月15日、DOC）※「めい」名義
- 現役保育士ガチナンパ! 母性溢れるご奉仕フェラやふんわりおっぱいでの授乳手コキ! 電マで潮吹きまくり「保育士って実はエッチな子が多くて…」 絶頂直後に生チン挿入で再び即イキ! 連続2発中に出しても「大丈夫…//」 ハグで慰めてくれるとか保育士最高かよっ!（1月15日、赤面女子）
- 顔出し解禁!! マジックミラー便 都内有数の名門大学に通う高学歴女子大生 生まれて初めての素股編 vol.09 ギンギンに勃起したデカチンを素人娘が赤面まんコキ! 恥ずかしさと気持ちよさで濡れ出したオマ○コにヌルっと挿入! インテリJD10人全員SEXスペシャル!!（1月19日、DEEP'S）
- 濡れてテカってピッタリ密着 神スク水 可愛い女子のスクール水着姿をじっとりと堪能!着替え盗撮から始まり貧乳から巨乳にパイパン、ハミ毛、ジョリワキ等のフェチ接写やローションソーププレイやスク水ぶっかけ等を完全着衣で楽しむAV（1月21日、親父の個撮）
- むさぼりフェラチオ 〜咥えながら挑発的な姿勢をしてくるのは変態の証拠〜（1月25日、SEX Agent/妄想族）
- 中出し→精子掻き出し手マン＋精子吸い取りクンニ→また中出し!! 発情ループ無限イキする後輩女子社員に勃起しなくなるまで中出しを求められた!（2月7日、Hunter）
- 露天温泉10発中出し つるぺた美少女ビンビン乳首のいいなり女子校生（2月12日、ま○こ銀行）
- ガチナンパ! うぶエロ女子の生チ○ポ初イキ体験! 覚えたてのアクメに腰と痙攣が止まらない! 17発射!136イキ!（2月15日、ナンパーズ）
- 痴漢師に満員電車の中で下着姿にされ見られる羞恥で抵抗できない敏感女 4 黒髪女子○生限定SP（2月25日、ナチュラルハイ）
- この女、貧乳。 フェラビッチ member05 ワン 20歳（2月27日、MERCURY）※堀北わんのみ撮り下ろし
- 首絞めうれしい! SEXたのしい! チ○コ大好き!（3月1日、S-Cute）
- あの日、乗った電車で出会った美少女は、変質者を襲う痴女でした。（3月13日、ダスッ!）
- 学校から近いと理由をつけてしょっちゅう遊びにくる友達とその彼女。泊まっている時の無防備な姿に興奮を抑えられず…（3月19日、DOC）
- 小悪魔痴女の乳首責めから逃れられない中出し生活10日間 満足するまで笑顔で乳首を弄ぶチクビッチ女子大生(襲来)（4月19日、DEEP'S）
- 「ヤレるノート」 2 そのノートにヤリたい女子の名前と生年月日を書きさえすれば絶対にヤレるという夢のノートが存在した!（4月19日、Hunter）
- 即ヤリ専門! 入室5秒で唾液たっぷりのベロちゅうで悩める絶倫M男君をビンビンにさせる小悪魔ギャル 堀北わん21歳（4月22日、DANDY）
- M男主観ハメられ撮り! W小悪魔美少女が男潮吹くまで怒涛のイジリっぱ!!（5月1日、Fitch）
- ヤリマンと問題視されている親戚の娘をシツケの為にウチで預かったら 小悪魔パンチラ誘惑に我慢できずに悩乱チ○ポが暴走ピストン!（5月1日、MOODYZ）
- コワモテのお義父さんが帰ってくるまでの間、可愛過ぎる彼女と朝まで無我夢中で唾液ダラダラベロちゅうSEXし続けた一晩限りの中出しお泊り会（5月1日、LUNATICS）
- 純粋無垢な少女10人! 完全撮り卸230分 お風呂で癒しのち●ぽ洗いフェラチオ射精（5月13日、無垢）
- 快感!初体験! 堀北わん 人前で初めてのお漏らしSEXドキュメント（5月13日、セレブの友）
- 玄関あけたら即パコギャルデリ!! 天真爛漫ビッチのチ●ポ喰い裏本番サービス!!（5月19日、kira☆kira）
- 小悪魔すぎる天然ギャルが大はしゃぎしながらドMおじさんの金玉をからっぽにする（5月22日、Shark）
- 快楽求めてオナニー三昧! 動かぬ体で絶頂艶舞! クネる淫体14選!（5月25日、セレブの友）
- ウキウキ尻穴ウォッチング（6月10日、レイディックス）
- 恥ずかし!飛びっこお股に大都会を露出散歩する 究極の羞恥サバイバル（6月13日、セレブの友）
- 「おっぱい大きくないと興奮しないの?小さいけど、わたしの胸こんなに感じるんだよ」 学校で唯一仲の良い女子とは男友達みたいな関係!サバサバしているから胸が小さいことをイジっても大丈夫!のはずが…いつものように遊んでいたら「おっぱい小さいとダメ…?」となぜか様子がおかしい…?鈍感すぎるボクに痺れを切らした女子が強引に胸を触らせてきた!?すると、超敏感に反応するので今までの関係が嘘みたいなエッチな展開に!おっぱいイキが止まらない女子に激しくピストンすると、何度も中出しを求められ…（6月19日、Hunter）
- 野外べろちゅうJ● キス好き女子を車デートで連れ回し郊外のラブホテルで生6発（6月25日、ナンパJAPAN）※「きい」名義
- ギンギン発情乳首ポロリだわん! 大好きな幼馴染にイジって欲しくて全力ノーブラ誘惑チクビンビン!!（7月1日、MOODYZ）
- SEXのハードルが高い世界 『キ…キス〜!?』 SEX自体が禁止されている世界で唇をマスクから出す事も、わいせつ物陳列罪として違法とされてるのに、キ…キス!?（7月7日、Hunter）
- 上司に乳首ハラスメントされ続け、早漏イクイク敏感体質に仕込まれた女子社員（7月13日、アリスJAPAN）
- 私、実は夫の上司に犯され続けてます…（7月13日、溜池ゴロー）
- 黒いパンティストッキングオナニーはお好きですか? 15人の人気女優にまとわりつくパンスト!オナニーで濡れるクロッチ部分の染み!（7月13日、セレブの友）
- 私は快楽狂いのド淫乱オナニスト 17（7月25日、セレブの友）
- 最強属性 49（7月30日、最強属性）
- ウチに居座る隣の迷惑娘、無防備に寝てるので…オナホにしてサイレント種付け（8月1日、MOODYZ）
- 軽蔑淫語罵り 唾吐き娘（8月12日、レイディックス）
- 神アプリで知り合ったエロカワ現役女子大生に生中出し4時間　05（8月13日、宇宙企画）
- メガネSEX・3本番! 堀北わん 黒ブチメガネSEX・制服メガネSEX・リクルートスーツ&メガネSEXと…（8月25日、セレブの友）
- はじめて彼女ができたので幼なじみとSEXや中出しの練習をする事にした（9月21日、MOODYZ）
- 地面特化見下ろしアングルAV!! 今日出会った激カワJ●が100%全肯定目線でおいでおいでしてくれてだいしゅきホールド中出し（9月28日、本中）
- 幼なじみの生意気ギャルと保健室のベッドで偶然隣になり、学校サボって一日中精子枯れるまでヤリまくり!（10月19日、kira☆kira）
- 「へぇ… キミこんなチ○ポしてたんだ?」 学園祭の裏模擬店! 行列の出来る過激サービス制服ピンサロ 堀北わん（11月2日、MOODYZ）
- アナルで挑発するSEX ～アナルで興奮したチ○コで女はSEXを堪能した! 堀北わん（11月9日、セレブの友）
- 「次会う時に初キスしよっ」と約束してたウブな彼女がウェーイwww系のヤリサーに入って完全に心を壊されたっぽい 堀北わん（11月16日、かぐや姫Pt/妄想族）
- AVの音が毎日うるさいとクレームに来た両隣の人妻たちに「お前らのオナ声もうるせぇ」と苦情返し! 壁が薄いことに気づいていなかった欲求不満妻たちと近隣トラブルNTR 堀北わん 月乃ルナ（11月16日、溜池ゴロー）
- 小悪魔美少女たちが模擬店でHなコスプレ着て乳首弄りまくって大騒ぎ! チクビっ痴中出し学園祭 白桃はな 松本いちか 堀北わん 天然美月（11月23日、本中）
- サッカー部の女子マネージャーは毎日、顧問教師の性処理をさせられています。 堀北わん（12月7日、アタッカーズ）
- オナサポ!! 女子○生 着衣で全裸で挑発的ダンス（12月14日、かぐや姫Pt/妄想族）
- アソコに直穿きスポウェア女子 アソコからお汁が染みてきちゃったら女はもう我慢できないの!（12月25日、オイスター海運）
- ちっパイシャ!! ちっぱいにザーメンをぶっかけられるちっぱい娘たち（12月28日、SEX Agent/妄想族）

- 素人ナンパ 新宿でみつけたウブな女子校生に18cmメガチ〇ポを素股してしてもらったら、こんなにヤラしい事になりました。（1月13日、アイエナジー）
- 気高き潜入捜査官 媚薬アクメ中出しと高潔な使命感のせめぎ合いの果てに… 堀北わん（1月18日、PREMIUM）
- オジサンは私の事、必要としてくれる? 隣でいつも留守番しているウブロリ娘がまさかのノーブラ乳首ポッチで誘惑!（1月27日、アイエナジー）
- アナルのシワの数までハッキリわかる! ノーモザイク連続絶頂アナル見せオナニー 8（1月27日、アイエナジー）
- 相席居酒屋でナンパした仲良し2人組をお持ち帰り。コソコソHしていると隣の部屋にいるガードの堅い女友達はヤラせてくれるか 其の31（2月1日、変態紳士倶楽部）
- 堀北わん 未公開完全撮り下ろし3SEX & スーパーベストBOX 848分 6枚組（4月12日、セレブの友）※単体ベスト
- 角オナニー 擦り付けたら止まらない 6 12人（4月19日、かぐや姫Pt/妄想族）
- とあるヲタクの活動記録 16（5月24日、CP田園/妄想族）
- ペロペロGAL 堀北わんをキステクで満足させられたらご褒美中出しSEX（7月26日、本中）
- 【個撮】どこでもフェラ 8 11人（9月20日、かぐや姫Pt/妄想族）
- 素人ナンパでセンズリ鑑賞 14 見るだけでいいんです! だからちょっと僕のチ●ポ見てもらえませんか?（11月1日、かぐや姫Pt/妄想族）

- Extreme (過激な) オナニスト! 12 堀北わん ～10オナニー193分（1月10日、セレブの友）
- つるぺた小悪魔のイクイク本番ぎっしり! 堀北わん8時間BEST 5タイトル14本番25発射（3月7日、MOODYZ）※単体ベスト

### アダルトVR
- 文化祭のお化け屋敷でドスケベお化けに抜かれまくりVR（11月25日、Hunter）
- 目の前でいじって濡らす染みつき生パンティを買い取るブルセラ店（12月11日、ナチュラルハイ）
- ノリ良し!素直でバカ正直!甘え上手で人懐っこい! ちっぱいだってご愛嬌! 憧れのサッカー部女子マネージャーと緊急同棲! ※首絞めで興奮しちゃうドMちゃんなのは僕だけの秘密（12月24日、kawaii*）
- お兄ちゃんえっちしよ? 〜ちっぱいプリケツロリ妹との合法近親相姦〜（12月25日、CASANOVA）

- そなたに時間を止める能力を授けよう! 謎のストップウォッチで自由自在に時間を止めて、同級生も新任教師も保健の先生も好き放題のヤリ放題!! 時間停止VR（2月18日、Hunter）
- ＃オナ電 〜電話しながら興奮してオナニーしてる女子を盗撮したVR〜（2月19日、CASANOVA）
- 集中女体責めVR 〜乳首とお尻と陰部を犯す〜（2月26日、CASANOVA）
- こんな場所で?! いきなり顔舐め唾まみれ… 濃厚キスに飢えた女が突然あなたの唇を襲う いきなりベロちゅう唇レ○プ（3月2日、RADICAL-KMPVR-）
- エロ漫画の様な超エッチでモテモテな青春を体験してみませんか?こんな青春を送りたかった〜VR（3月16日、Hunter）
- 白い本気汁がドクドク止まらない! 執拗なクリ責めでオマ○コとろとろ汁ぐちょ性交～可愛い生徒の弱みを握って挿入を求めるほど快楽の虜に～ 堀北わん（4月6日、RADICAL-KMPVR-）
- 8名の美少女から注がれる愛液!! 女子校生からの唾液移しVR（4月9日、KMPVR）
- 排卵日にしか性交しない純朴でおとなしい敏感女子大生と色欲種付け ～危険日に何度も中出し～ 堀北わん（4月15日、KMPVR）
- 外では女子校生 家ではボクのお嫁さん ドジでHな女子校生わんとの新婚性活 堀北わん（5月15日、KMPVR）
- 堀北わんのコスプレ & ベロキス & アヘ顔独占! 大絶頂キメセクVR!!（6月2日、ワンズファクトリー）
- 天井特化アングル痴女の顔舐め天国（6月8日、KMPVR）
- 舐め舐め大好きギャルJ○リフレVR 立ちフェラ口内発射! 寝乳首舐め手コキ発射! 座りフェラからの顔射! ノーカット3連射!! さらに乳首 & 顔面舐めまくりSEXで堀北わんの魅力全開!!（6月10日、kira☆kira）
- 滲む愛液! 競泳水着で全力オナニーVR（6月30日、KMPVR）
- あなたの顔面、涎まみれにしていいですか? -顔面愛撫VR-（7月17日、KMPVR）

### ネット配信
- こさかな（11月25日、素人ホイホイpower）
- 堀北（11月26日、素人ホイホイZ）
- 3大特典付き【電車痴漢】★衝撃号泣映像★連ドラ主役級美少女がホテルに連れ込まれ泣きながら痴漢の精子を受け入れる（11月27日、ゆず故障）
- 【プリケツ美少女JD/ナースコス/中出し&顔射】東京に馴染めない地方出身マキちゃんは寂しくて週5でオナニー!!恥ずかしがりだけど実はエッチなことが大〜好きなエロカワJDだった!!がむしゃらにしゃぶり付き一生懸命フェラしてくれたご褒美にバリ硬チ○ポをIN!!まん丸ボリューミーな美尻を鷲づかみにして突きまくる!!どんな時でも笑顔を絶やさないMっ娘とコスプレセックスまで楽しんで、中出し&顔射フィニッシュ!!（11月28日、プレステージプレミアム）※「まき」名義
- 微乳OLと巨根上司がお持ち帰り自宅セックス（12月1日、しろうとまんまん）※「ホリグチ」名義
- さや（12月3日、MOON FORCE）
- #814 Wan（12月7日、S-Cute）
- みわ（12月10日、俺の素人）
- チクシャ! 乳首で犯す制服小悪魔チクビっ痴（12月10日、ティーチャー）
- 堀北わん（12月21日、サディスティックヴィレッジ）
- 美少女J●が家庭教師と生ハメ中出しガチSEX!! 堀北ちゃん 18歳 / 猫耳コスでハメ撮り（12月22日、しろうとまんまん）

- わん（1月3日、素人おかしや）
- 《甲子園優勝》【電車痴漢】【自宅盗撮】【睡眠姦】野球部マネージャー かなりかわいい #44（1月13日、ましりと）
- 堀北先生（1月14日、俺の素人）
- 【個撮】おバカでクソ可愛い完全未成熟ミニモニちゃん!小さなま〇こメリ拡張で怒涛の超絶発狂ぶっ飛び放心朦朧!無邪気ピース映像(1)（1月26日、天使のたまご）
- 【個撮】おバカでクソ可愛い完全未成熟ミニモニちゃん!小さなま〇こメリ拡張で怒涛の超絶発狂ぶっ飛び放心朦朧!無邪気ピース映像(2)（1月29日、天使のたまご）
- わんにゃん（2月5日、#素人裏アカウント ちょっぴり激しいの好き）
- わん（2月6日、S-Cute）
- わん 2（2月12日、S-Cute）
- 陽菜（2月10日、横浜かまちょ）
- 【超18歳ド降臨×イキ過ぎ注意の最狂ドM】「SEXの基本ってSMじゃないの!?」とんだ大馬鹿野郎がヤって来た!狂った性癖で大暴走!ビンタに首絞め当たり前!制御不能の爆潮マ●コ!!これがエロ第7世代の実力!!やっぱりながい、100回イっても大丈夫の巻き!!【妄想ちゃん。14人目ながいさん】（2月13日、Jackson）※「ながい」名義
- わか（仮名）（2月15日、高揚）
- 家庭教師のバイト前にSEX! 乳首でイっちゃう女子大生! 素股を嫌がってたのにヨガりまくり!（2月22日、E★ナンパDX）
- わん（3月7日、素人ムクムク）
- 快活ちっぱいJ○と淫らな1日!真っ昼間からホテイン→精飲フェラ&大量中出しSEX!その日は就寝…と思いきや、イタズラ心が赴くままに持参したエロ巫女コスでおじさんを夜這い!?計3発射で上下のお口が精子で密!!!【まきちゃん(彼女)とおじさん(彼氏)の特別な一日】（3月21日、しろうとまんまん）※「まき」名義
- 【欲求不満ギャル＝連続豪快潮吹き】潮吹きギャルしか勝たん!! 彼氏大好きギャルでも彼チ●コには不満アリ!? セックス玄人のデカチンに大興奮! 圧巻の三連潮吹きでエロ洪水w 首●め中出し、変態プレイもりもりのギャルマ●コ☆テイスティング!!【NO.7 みな】（3月24日、DOC）
- 緊急なまチン挿入配信!! 神に愛された天然美少女の明るいエロすが炸裂!! ハッピービッチのオモチャでナマまん弄ってみた♪が無事に開幕!! オモチャだけで終わるはずもなく生チン緊急挿入で連続昇天!! / ラブホドキュメンタリー休憩2時間 103 わんこ 18歳 / 生挿入配信系ちっぱい美少女!! みんなにHな姿をお届けしたい変態娘!!（4月30日、しろうとまんまん）
- すずか（5月14日、素人天然水）
- W44ちゃん（6月18日、蜃気楼）
- みずき（6月25日、素人ごっそ）
- わんちゃん（7月9日、俺の素人）
- すみれ（7月19日、新世代女子）
- さくらちゃん（7月24日、しろうと乱交サークルの刃）
- さくらちゃん 2（7月31日、しろうと乱交サークルの刃）
- わんちゃん 2（8月12日、俺の素人）
- 【ラテン系ハーフ美女とLoveSEX】普段はちょっと尖がった性格なのにSEX中はめっちゃデレるセフレ以上恋人未満のエロギャルとイチャラブSEX2回戦!【しろうとハメ撮り＃メロディ＃20歳＃Bカップちっぱいの専門学生】（5月13日、MOON FORCE）
- 【顔面偏差値東●大学レベル】【ツンデレ超どM】【首●めでイクッ】【可愛い過ぎる20歳美容部員】【リアルピンク乳首】か、可愛い… 可愛い過ぎる! 顔面偏差値たかッ! こんなハレンチな遊びに来ちゃダメな人!と、思いきや可愛い顔して首●め白目イキする変態なんですわ! 納得なんですわ! しろうとちゃん。♯014 にゃんちゃん(20) 可愛すぎる美容部員（8月13日、はめちゃん。）
- わんちゃん（8月22日、GO! GO! お手当ちゃん）
- 【限界突破中出し】【生ハメ4連発】【ず～っとイキッぱ絶頂狂い】【首●め好き超ドM】【タピオカ屋店員】無制限エンドレス絶頂! 無尽蔵無限大性欲！無限ナイアガラ潮吹き! ずっとイッてる鬼イキGAL! 孕ませ注意! イキ過ぎ注意! ヌキ過ぎ注意!っです! ギャルすたグラム♯025 わんわん(20) タピオカ屋店員（9月10日、はめちゃん。）
- わんわん（9月17日、ギャルすたグラム）
- わん（9月20日、あいすくりーむ）
- こさかな 2（10月20日、素人ホイホイpower）

- こさかな 3（7月6日、素人ホイホイpower）
- リン（9月5日、今ドキ女子の性事情）
- 優香（9月12日、あの娘と今日ヤり部屋で）
- 【SEXガチ勢ハッピービッチ美少女の大乱交4P!!】【顔面偏差値70オーバー!! 陽キャGALビッチJDコンビ参戦!!】【現役J● × 水着 × 連続中出し & ソロSEX!!】【本能が求めるハッピービッチとのSEX!! 控え目にいって… 最高な性体験!!】【何度もナカに求める… さすがハッピービッチの潮ビチャSEX合戦SP!!】 明るいSEXが大好きなハッピービッチの神クラス美少女 & ガチ美少女のロリかわハッピービッチ!! 早漏もち尻は生チンいつでもOKなミニマムちっぱいビッチ2人を一挙配信SP!!（12月9日、プレステージプレミアム）

- ゆうな（2月27日、待ち伏せハンター）